# Parakatianna homerica
Parakatianna homerica är en urinsektsart som först beskrevs av John Tenison Salmon 1946.  Parakatianna homerica ingår i släktet Parakatianna och familjen Katiannidae. Inga underarter finns listade i Catalogue of Life.